# Marie Noël
Marie Noël, all'anagrafe Marie-Melanie Rouget (Auxerre, 16 febbraio 1883 – Auxerre, 23 dicembre 1967) è stata una poetessa francese, candidata al Premio Nobel per la letteratura e venerata come serva di Dio dalla Chiesa cattolica.

## Biografia
Marie Noël nacque in una famiglia cattolica ad Auxerre, dove visse per tutta la vita senza sposarsi mai. Devota cattolica, pubblicò tredici raccolte di poesie nel corso della sua vita, che le valsero diversi riconoscimenti, tra cui il Prix de l'Académie française (1949) e una candidatura al Premio Nobel per la letteratura nel 1960.
Nel 2017 Hervé Giraud ha aperto la sua causa di beatificazione.

## Opere (parziale)
- Les Chansons et les Heures (1922)
- Noël de l'Avent (1928)
- Chants de la Merci (1930)
- Le Rosaire des joies (1930)
- Chants sauvages (1936)
- Contes (1944)
- Chants et psaumes d'automne (1947)
- Petit-Jour (1951)
- L'Âme en peine (1954)
- L'Œuvre poétique (1956)
- Notes intimes (1959)
- La Rose rouge (1960)
- Chants d’arrière saison (1961)